# TED (конференція)

Логотип та гасло конференції

TED (абревіатура від англ. Technology Entertainment Design; Технології, Розваги, Проекти) — некомерційна організація в США, що займається розповсюдженням ідей, що повинні змінити світ. Конференція TED славиться своїми лекціями (TED Talks), які спочатку були зосереджені на технологіях, розвагах та дизайні, але згодом включили також природничі науки, мистецтво, освіту, культуру, бізнес, глобальні проблеми, сталий розвиток — широкі сфери тем, що разом формують наше майбутнє; зазвичай у формі коротких бесід (приблизно 18 хвилин, адже саме цей час аудиторія зберігає увагу, не втрачаючи інтересу до доповіді).

## Історія
1984 року, після досліджень Річарда Вурмана про зближення трьох областей (технології, розваги, дизайн), він разом з Гаррі Марксом організував перший TED — показ компакт-диска, електронної книги та найсучаснішої 3D-графіки «LucasFilm».
Успіху захід не мав. На наступну спробу організатори зважились аж через 6 років — у 1990 році. Цього разу люди були готові. TED-конференцію зробили щорічним заходом у Монтереї, штат Каліфорнія, охоплюючи все більшу аудиторію з різних галузей, що об'єднані щирістю та зацікавленістю у зміні світу на краще.
Для медіа-підприємця Кріса Андерсона TED став найемоційнішою подією року, тому у 2000 році він зустрівся з Вурманом щодо майбутнього цього проекту. У 2001 році некомерційний фонд «Саплінг» Андерсона придбав TED. Кріс став його куратором.
У 2001—2006 роках вийшло розширення TED:
·      TED Global — конференція, яка об'єднує інновації та творчість із різних частин світу;
·      TED Prize — нагорода, що надає одне бажання змінити світ;
·      TED Talks — збірка аудіо- та відеофайлів кращих виступів TED, до якої є безкоштовний доступ в Інтернеті.
Шість перших випусків TED Talks були оприлюднені в мережі 27 червня 2006 року. Вже у вересні вони мали понад мільйон переглядів. Набувши такої популярності, у 2007 році TED перезапустили навколо них, надавши глобальній аудиторії безкоштовний доступ до виступів найвидатніших митців та мислителів із різних точок світу.
До 2009 року перегляди TED Talks сягнули 100 мільйонів, зробивши спікерів Джилла Тейлора і Кена Робінсона інтернет-героями. Були запущені TED Fellows — програма, що дозволяє безкоштовно залучити до конференції молодих новаторів, TEDx — формат TED для місцевих, незалежно організованих заходів, та TED Translator — програма, що займається перекладом TED Talks на більш, ніж 100 мов.
У березні 2012 року створили ще TED-Ed — невеликі за тривалістю відеоуроки для викладачів, а у квітні цього ж року — TED Radio Hour — партнер, що розповідає історії з TED Talks слухачам громадського радіо.
TED Talks дивляться по всьому світу, приблизно 17 переглядів у секунду. Восени 2012 року вони відсвяткували мільярдний перегляд відео, а у 2014 році своє 30-річчя відзначила щорічна конференція TED.

## Премія TED
Премія TED (TED Prize) була започаткована у 2005. Щороку три спікери отримують по $100000 та нагороджуються «бажанням змінити світ», яке вони презентують на TED.
| 2005               | 2006             | 2007             | 2008            | 2009               | 2010          |
| ------------------ | ---------------- | ---------------- | --------------- | ------------------ | ------------- |
| Боно               | Larry Brilliant  | Білл Клінтон     | Ніл Турок       | Sylvia Earle       | Джеймс Олівер |
| Едвард Буртинський | Jehane Noujaim   | Edward O. Wilson | Дейв Еґґерс     | Jill Tarter        |               |
| Robert Fischell    | Cameron Sinclair | James Nachtwey   | Карен Армстронг | José Antonio Abreu |               |

## TED-лекції
Відеозаписи виступів (TED Talks) постійно публікуються на сайті TED.com. Їх можна безкоштовно переглянути на сайті, завантажити на свій комп'ютер у HD-якості або підписатися на відеоподкаст. Також записи виступів доступні через YouTube.
З 2009 року відеоподкасти TED наявні для безкоштовного завантаження у інтернет-магазині Ovi Store (інтернет-сервісі Nokia).
Станом на лютий 2010, в інтернеті доступно понад 600 виступів, які переглянуті більше 100 млн разів аудиторією в понад 15 млн чоловік. За відгуками британської газети Guardian:
|  | TED-лекції — це найкраща річ, яку можна подивитись в інтернеті |

## TED Global
Конференція TEDGlobal 2009, з темою «Сутність небачених речей» («The Substance of Things Not Seen»), пройшла 21-24 липня 2009 в Оксфорді, Велика Британія.
TED2010, «Що світ потребує зараз» («What the World Needs Now»), відбулася 9-13 лютого 2010 в Лонг-Біч, Каліфорнія.

## TED Translator
Сайт конференції TED надає можливість відвідувачам переглядати виступи із субтитрами багатьма мовами. Більшість перекладів субтитрів здійснюється користувачами сайту, які виявили бажання здійснити переклад, на добровільній та безоплатній основі. По завершенні перекладу одним перекладачем, він рецензується іншим перекладачем-волонтером на ту саму мову.
Станом на травень 2015, із понад 2000 виступів доступних на сайті, 1023 — перекладені українською (субтитри) [Архівовано 17 листопада 2011 у Wayback Machine.], деякі озвучені українською. Професійне неофіційне озвучення виступів з конференції українською виконувалось проектами «Цікава наука» та Tokar.ua.
У 2020 році озвучка українською відео від TED  була заборонена.

## Програма TEDx
TEDx — це окрема програма, яку TED створив задля здійснення своєї місії — поширення інноваційних ідей — на ще більш глобальному рівні. Існує безліч людей, які хотіли б потрапити на конференцію TED. Програма TEDx, яка надає можливість насолоджуватися враженнями в стилі TED освітнім закладам, бізнесу, бібліотекам чи просто групам друзів у різних містах та країнах завдяки подіям, які вони самі замислюють, організовують та запрошують на них інших. Зараз у них є можливість зробити це у своїй країні, адже конференції TEDx проходять по всьому світу (переліки запланованих та вже завершених подій). Усі їх об'єднують:
- виступи у форматі TED'у, а саме короткі, добре підготовані розповіді, які дивують, надихають та стимулюють до набуття нових знань;
- трансляції записів TED Talks;
- відсутність комерційних, релігійних чи політичних тем;
- безкоштовне відвідування.

15 червня на сайті TED опубліковано перший TEDxTalk — це виступ Джейн Пойнтер «Життя в Біосфері 2» з конференції в Університеті Південної Каліфорнії.

## Аудиторія TED
Відвідувачі називали TED «ідеальним спа для мозку» та «чотириденною подорожжю в майбутнє». Різнорідна аудиторія — керівники, науковці, митці, філантропи — майже настільки ж видатна, як і спікери.

## Тематика виступів
Теми лекцій розташовані на окремій сторінці сайту TED [Архівовано 14 травня 2020 у Wayback Machine.] від А до Z.
Тематика виступів різноманітна: наука, спорт, медицина, тваринний і рослинний світи, мистецтво, освіта, соціальні відносини тощо.

## Визначні спікери
Куратор та постійний ведучий TED — Кріс Андерсон.
У списку виступаючих TED в різний час були 42-й президент США Білл Клінтон, оратор Нік Вуйчич, підприємці Річард Бренсон, Ілон Маск, засновник «Microsoft» Білл Гейтс, політик Гордон Браун, агент ЦРУ Едвард Сноуден, дизайнер Філіп Старк, Нобелевські лауреати Джеймс Уотсон, Мюррей Гелл-Манн, засновник «Вікіпедії» Джиммі Вейлз та багато інших.

## TEDx в Україні
Перша подія у форматі TEDx в Україні відбулася 18 жовтня 2009 року в Києві під назвою «Що Україні потрібно сьогодні». Аудиторія події склала понад 200 чоловік, живу трансляцію подивилося понад 80 людей. На конференції виступили: Дмитро Зоц про сталий розвиток, Тетяна Монтян про формалізацію власності, Тетяна Микитенко про формування смаків, Ісаак Кушнір про те, яким має бути справжній вчитель, Олександр Агафонов про мистецтво і Бога, Гліб Усаковський про органічну архітектуру та Бер Штаусс про радість простого життя.
Протягом 7 років в Україні проведено 89 TEDx-конференцій (Київ, Донецьк, Львів, Одеса, Харків, Вінниця, Ужгород, Кривий Ріг, Дніпро, Івано-Франківськ, Запоріжжя, Чернівці, Тернопіль, Рівне). Це події різного формату: Standard, University, Youth, Salon, Live, Women, Business.
Найбільшу кількість переглядів отримали відео з виступами політика і бізнесмена Петра Порошенка (TEDxIvanoFrankivsk),  каскадера, екстремала і фотографа Mustang Wanted (TEDxDonetsk), експерта в області презентацій, незалежного консультанта та викладача МДУ Олексія Каптєрєва (TEDxKyiv), менеджера-економіста, засновника KMBS Павла Шеремети (TEDxKyiv), дослідника лабораторії штучного інтелекту AILEN Lab Дмитра Дзюби (TEDxKyiv), заслуженого лікаря України, доктора медичних наук Ольги Богомолець (TEDxKyiv), науковця, історика і публіциста, доктора історичних наук Ярослава Грицака (TEDxKyiv), експерта з довготермінових стратегій Євгена Глібовицького (TEDxKyiv).